# (36280) 2000 CJ77
2000 سي جاي 77 (ويعرف أيضًا باسم (36280) 2000 سي جاي 77 وفق تسمية الكوكب الصغير) (بالإنجليزية: 2000 CJ77)‏ هو كويكب ضمن حزام الكويكبات؛ وترتيبه 36280 من حيث الاكتشاف.
اكتُشف هذا الجُرم الفلكي بواسطة Peter Kušnirák ‏ في 1 فبراير 2000.

## وصلات خارجية
- (36280) 2000 CJ77 في قاعدة بيانات مختبر الدفع النفاث لأجرام النظام الشمسي الصغيرة

- الاكتشاف · مخطط المدار ·  العناصر المدارية · المعلمات المادية

- (36280) 2000 CJ77 على موقع ويكي سكاي: DSS2, SDSS, GALEX, IRAS, Hydrogen α, X-Ray, Astrophoto, Sky Map, Articles and images